# 汪瑛 (锦衣指挥佥事)
汪瑛（？—？），直隸顺天府人，明朝外戚。
汪瑛是汪泉之子。明英宗正统十年（1445年），其女汪氏册为郕王妃，汪瑛升为中城兵马司指挥，食禄不视事。正统十四年（1449年）土木之变，郕王即位为景泰帝，冬，册汪氏为皇后，汪瑛与父汪泉一起擢升为锦衣卫指挥使、左都督。明英宗复辟后，汪瑛为锦衣指挥佥事。